# ۹۸۱ (قمری)
۹۸۱ (قمری)، نهصد و هشتاد و یکمین سال در گاهشماری هجری قمری است. اول محرم این سال برابر با سیزدهم مه سال ۱۵۷۳ میلادی است.

## وابسته
- سعدیان